# Gaultheria paniculata
Gaultheria paniculata là một loài thực vật có hoa trong họ Thạch nam. Loài này được B.L.Burtt & A.W.Hill mô tả khoa học đầu tiên năm 1935.